# Arstanosaure
L'arstanosaure (Arstanosaurus, "llangardaix d'Arstan") és un gènere de dinosaure hadrosàurid que va viure del Santonià al Campanià, al Cretaci superior. Les seves restes fòssils s'han trobat a la formació Bostobinskaya, al Kazakhstan.